# Опенховський Федір Мечиславович
Опенховський (Опеньховський) Федір Мечиславович, польською мовою Teodor Opęnchowski (травень 1853, Люблін, Люблінська губернія, Російська імперія  –  1 (14) січня, 1914, Берлін, Німеччина) - український  лікар  часів Російської імперії, терапевт. Доктор медицини (1884), професор кафедри шпитальної  та факультетської терапії, директор шпитальної терапевтичної клініки (1897), завідувач кафедри факультетської терапії (1903-14) Імператорського Харківського університету .

## Життєпис
Народився в Любліні. Мав  походження з польського шляхетного роду   . Закінчив медичний факультет Київського університету в 1876 році, 3 роки працював ординатором Київського військового шпиталю. З 1879 року перебував у чотирирічному відрядженні за кордоном, де вдосконалював свою клінічну освіту в кращих клініках Страсбурга, Парижа і Відня.
У 1884 р. у Дерпті успішно захистив докторську дисертацію на тему "До вчення про закінчення серцевих нервів", в 1889 р. удостоєний премії Гамбургера за роботу "Про іннервацію шлунку".
У 1891 р. призначений професором і очолював   кафедру шпитальної терапії по 1903 р., директор шпитальної терапевтичної клініки в Харкові ( з  1897 р.). Дійсний статський радник, нагороджений орденами Святої Анни, Святого Володимира, Святого Станіслава .
Помер 1 (14) січня 1914 року у Берліні від тромбозу після оперативного лікування раку шлунку. Похований у Люблінській губернії.

## Науковий доробок
Наукові дослідження присвячені клінічній фізіології, фармакології та експериментальній патології.
Склав "Проект поліклінічного викладання для студентів 4 і 5 семестрів" (1895), зобов'язував студентам, крім курації хворих, проводити хімічне і мікроскопічне дослідження в лабораторії.
У 1894 р. запропонував теорію блювоти при карциномі шлунку, першим в Харкові прижиттєво встановив діагноз гострого інфаркту міокарду при стенозі правої коронарної артерії, вивчав ефективність застосування дигіталісу при коронарній недостатності.
У 1909 р. на І Російському з'їзді терапевтів виступив з доповіддю на тему "До діагностиці локалізації круглої виразки шлунку", в якому довів тісний зв'язок між наявністю больових точок по ходу хребта і локалізацією виразок шлунку (симптом Опенховського).
Автор 28 друкованих праць, під його керівництвом підготовлено і захищено 7 дисертацій.
Найбільш відомими його учнями були Шатілов Петро Іванович  та Корхов Андрій Петрович 
Є також відомості і щодо Щоголєва Матвія Олесандровича, ординатора ( в подальшому професора) в клініці Опенховського , а  також його  зв'язків  з Яворницьким Дмитром 

## Громадська діяльність
На особисті кошти організував будівництво при Олександрівській лікарні аудиторії, лабораторії та аптеки.
У 1913 році був обраний головою терапевтичної секції Харківського медичного товариства (ХМТ). Голова Харківського відділення Всеросійської ліги боротьби з  туберкульозом. Здійснював  фінансову допомогу студентам польського походження та римсько-католицьким вірянам Харкова.

## Сім' я
Дружина Стефанія Еммануїлівна, сини Георгій (1885), Віктор -В' ячеслав (1891), навчались в Харківському технологічному інституті,  в подальшому інженери. Родина мешкала на вулиці Кокошкішській, 1 (нині -Гоголя), потім на Сумській, 84. Інтер 'єр    кімнат Опенховського Ф.М. зберігся на світлинах харківського фотомитця Іваницького О.М. На початку 20-х років ХХ сторіччя члени родини повернулись на історичну батьківщину.

## Пам'ять
Некрологи про смерть Ф.М. Опенховського надрукували газети " Южный край" та  "Утро" (1914), у Харківському медичному товаристві 18 січня цього ж року відбулося траурне засідання  пам 'яті  вченого. Портрет вченого був розміщений у залі товариства, як знак поваги до його здобутків, встановлена  премія його імені для студенток Жіночого медичного інституту. До 160 та 165 — річчя з народження персоналії відбулися ювілейні заходи